# Phanaeus amithaon
Phanaeus amithaon là một loài bọ cánh cứng trong họ Bọ hung (Scarabaeidae).